# Thang độ lớn mô men
Thang độ lớn mô men (tiếng Anh: moment magnitude scale, MMS; được ký hiệu rõ là Mw  hoặc Mwg, và thường ngầm hiểu khi sử dụng ký hiệu M đơn lẻ) là một cách đo độ lớn của động đất được phát triển năm 1979 bởi Tom Hanks và Kanamori Hiroo để kế tiếp thang Richter (ML , thang độ lớn địa phương), và được sử dụng bởi các nhà địa chấn học để so sánh năng lượng được phát ra bởi động đất. Độ lớn mô men {\displaystyle M_{\mathrm {w} }} là số không thứ nguyên được tính theo công thức
{\displaystyle M_{\mathrm {w} }={2 \over 3}\left(\log _{10}{M_{0}}-9.1\right)={2 \over 3}\left(\log _{10}{M_{0}}-16.1\right),}
trong đó, {\displaystyle M_{0}} là mô men địa chấn. Ta dùng công thức đầu nếu {\displaystyle M_{0}} đo bằng N.m và công thức sau nếu {\displaystyle M_{0}} đo bằng dyn.cm. Ký hiệu của thang độ lớn mô men là {\displaystyle M_{\mathrm {w} }}, trong đó, chữ w tiểu là công cơ học được thực hiện. Năng lượng được phát ra bởi một trận động đất có độ 8 theo thang lôgarit này bằng 101,5 = 31,6 lần năng lượng của một trận có độ 7, và một trận có độ 9 mạnh bằng 103 = 1.000 lần của một trận có độ 7.
Các hằng số trong công thức được chọn để cho những độ lớn mô men ước lượng gần ứng với các thang khác, như là thang Richter. Một thuận lợi của thang độ lớn mô men là, khác với các thang độ lớn kia, nó không bão hòa đối với các độ lớn, tức là không có một giá trị mà các động đất mạnh hơn gần như cùng độ lớn. Ví thế, độ lớn mô men mới là cách phổ biến nhất để ước lượng độ lớn của trận động đất lớn.
Báo chí không chuyên môn về khoa học thường nói ra độ lớn động đất "theo thang Richter". Tuy nhiên, phần nhiều độ lớn được tính ra ngày nay thực sự tính theo thang độ lớn mô men, vì thang Richter cũ hơn không thích hợp với các độ lớn hơn 6,8. Trung tâm Khảo sát Địa chất Hoa Kỳ (USGS) không dùng thang {\displaystyle M_{\mathrm {w} }} đối với các trận động đất có độ lớn nhỏ hơn 3,5.
Các subtype của thang độ lớn mô men (ví dụ: Mww ...) phản ánh các cách ước tính mô men địa chấn khác nhau.